# Jonsdorf
Jonsdorf település Németországban, azon belül Szászország tartományban. Lakosainak száma 1456 fő (2023. december 31.). Jonsdorf Mařenice és Krompach községekkel határos.

## Népesség
A település népességének változása:
| Lakosok száma | 1555 | 1546 | 1479 | 1482 | 1456 |
|               | 2017 | 2019 | 2021 | 2022 | 2023 |